# Giannīs Masouras
Giannīs Masouras (in greco Γιάννης Μασούρας?; Patrasso, 24 agosto 1996) è un calciatore greco, difensore dell'Omonia.

## Caratteristiche tecniche
È un terzino destro.

## Carriera
Cresciuto nelle giovanili del Panachaïkī, ha esordito il 22 marzo 2014 in occasione del match di campionato vinto 3-0 contro il Vyzas.

## Statistiche

### Presenze e reti nei club
Statistiche aggiornate al 4 febbraio 2019.
| Stagione          | Squadra           | Campionato        | Campionato | Campionato | Coppe nazionali | Coppe nazionali | Coppe nazionali | Coppe continentali | Coppe continentali | Coppe continentali | Altre coppe | Altre coppe | Altre coppe | Totale | Totale | Totale |
| Stagione          | Squadra           | Comp              | Pres       | Reti       | Comp            | Pres            | Reti            | Comp               | Pres               | Reti               | Comp        | Pres        | Reti        | Pres   | Reti   |        |
| ----------------- | ----------------- | ----------------- | ---------- | ---------- | --------------- | --------------- | --------------- | ------------------ | ------------------ | ------------------ | ----------- | ----------- | ----------- | ------ | ------ | ------ |
| 2013-2014         | Panachaïkī        | BE                | 2          | 0          | CG              | 0               | 0               |                    | -                  | -                  |             | -           | -           | 2      | 0      |        |
| 2014-2015         | Panachaïkī        | BE                | 11         | 0          | CG              | 1               | 0               |                    | -                  | -                  |             | -           | -           | 12     | 0      |        |
| Totale Panachaïkī | Totale Panachaïkī | Totale Panachaïkī | 23         | 0          |                 | 1               | 0               |                    | -                  | -                  |             | -           | -           | 24     | 0      |        |
| 2015-2016         | Larissa           | BE                | 14         | 0          | CG              | 4               | 0               |                    | -                  | -                  |             | -           | -           | 18     | 0      |        |
| 2016-2017         | Larissa           | SL                | 2          | 0          | CG              | 1               | 0               |                    | -                  | -                  |             | -           | -           | 3      | 0      |        |
| 2017-2018         | Larissa           | SL                | 23         | 0          | CG              | 7               | 3               |                    | -                  | -                  |             | -           | -           | 30     | 3      |        |
| Totale Larissa    | Totale Larissa    | Totale Larissa    | 39         | 0          |                 | 12              | 3               |                    | -                  | -                  |             | -           | -           | 51     | 3      |        |
| 2018-gen. 2019    | Olympiacos        | SL                | 0          | 0          | CG              | 3               | 0               |                    | -                  | -                  |             | -           | -           | 3      | 0      |        |
| gen.-giu. 2019    | Paniōnios         | SL                | 0          | 0          | CG              | 0               | 0               |                    | -                  | -                  |             | -           | -           | 0      | 0      |        |
| Totale carriera   | Totale carriera   | Totale carriera   | 52         | 0          |                 | 16              | 3               |                    | -                  | -                  |             | -           | -           | 78     | 3      |        |